# Ото Ендер
Ото Ендер (24. децембар 1875 – 25. јун 1960) био је аустријски политичар Хришћанско социјалне партије и канцелар Аустрије. Такође је био и гувернер аустријске покрајине Форарлберг.

## Биографија
Ендер је похађао језуитску школу Стела Матутина. Наставио је да студира у Инзбруку, Фрајбургу, Прагу и Бечу и постао је адвокат у Брегенцу.
1918. је добио наређење да буде на челу владе покрајине Форарлберг. На почетку ове службе покушавао је да Форарлберг уједини са Швајцарском. Међутим, када у томе није успео постао је представник федерализма. Такође је био представник и Националног већа Аустрије (1920-1934).
Од 4. децембра 1930. до 20. јуна 1931. је обављао дужност савезног канцелара Аустрије, у првим месецима велике депресије. Био је присиљен да да оставку на место канцелара када је настала криза због банкрота Кредит Аншталта (Creditanstalt), највеће аустријске банке у то време.
Од 14. јула 1931. до 24. јула 1934. Ендер је поново обављао дужност гувернера Форарлберга. Касније је као министар без портфеља у влади Енгелберта Долфуса учествовао у стварању устава („мајски устав“) аустрофашистичке државе. Од 1934. до 1938. је био председник канцеларије за књиговодство.
Заробљен од стране нациста после Аншлуса, већину Другог светског рата је провео у концентрационом логору Дахау и ослобођен је од стране савезника.. После Другог светског рата му је понуђено место савезног канцелара још једном, међутим он је ту понуду одбио.